# 前田美優
前田 美優（まえだ みゆ、12月20日 - ）は、日本の女性声優。フリー。大阪府出身。血液型はO型。
2016年8月31日まではパワー・ライズ（合併前はトリアス）に所属（預かり）していた。

## 出演作品
※太字はメインキャラクター

### ラジオ
- ラジオ大阪 Vステーション・ゾーンジングル
- ラジオ大阪 岩田光央・鈴村健一 スウィートイグニッション
- ラジオ関西 集まれ昌鹿野編集部
- ラジオ関西 アニたまどっとコム
- かわさきエフエムねこのしっぽFM放送局（2016年10月22日ゲスト）
- 今月のコミックスランキング(ニコニコチャンネル:HCPRチャンネル)
- canary のハッピータイム(ニコニコチャンネル:HCPRチャンネル)

### ドラマ
- 地獄先生ぬ〜べ〜

### 舞台
- 朗読劇 誰ソ彼

### ライブ
- Hearty cutie VOL.2(2016年11月19日)池袋Bigbangstage